# ФК Младост Гацко
Фудбалски клуб Младост је фудбалски клуб из Гацка, Република Српска, Босна и Херцеговина који се такмичи у Другој лиги Републике Српске, група Исток.

## Историја
Клуб је основан 1970. године. У првих неколико сезона Младост је играла на старом стадиону, док је садашњи стадион саграђен крајем седамдесетих. Клуб се такмичио у у Регионалној лиги - група југ (4. ранг), изузев у периоду од 1980/81 до 1982/83 када су наступали у Републичкој лиги БиХ. За Младост су од почетка наступали углавном локални играчи, уз повремено неко појачање из требињског Леотара. Младост је претежно била „домаћинска екипа“, тако да је увек тешко освајала бодове на гостовањима.
Занимљиво је да је један фудбалер поникао у Младости наступао и за београдску Црвену звезду. Био је то Алмир Османагић, али, нажалост, није имао среће да остави неки дубљи траг. На првој утакмици у купу теже се повредио, па иако је био велики таленат није добио другу прилику.
Од значајних фудбалера у овом тиму су поникли Немања Супић, Тигран Горановић, Алмир Османагић, Јован Бокић и други.
У послератном периоду Младост је наступала у Другој лиги Републике Српске - група југ од сезоне 1995/96. У сезони 1998/99 Младост је освојила прво место и изборила пласмана у Прву лигу Републике Српске.
У сезони 2001/02 остварен је и најбољи резултат у Купу БиХ, где је у полуфиналу изгубила од сарајевског Жељезничара (2:0, 0:1).
У сезони 2002/03, Младост је играла у Премијер лиги Босне и Херцеговине. На крају те сезоне Младост је заузела 18. место и од сезоне 2003/04 поново се такмичи у Првој лиги Републике Српске.
Од играча пониклих у Младости у послератном периоду треба споменути и голмана Немању Супића који је у једном периоду био голман репрезентације Босне и Херцеговине.